# Salvatore Basile

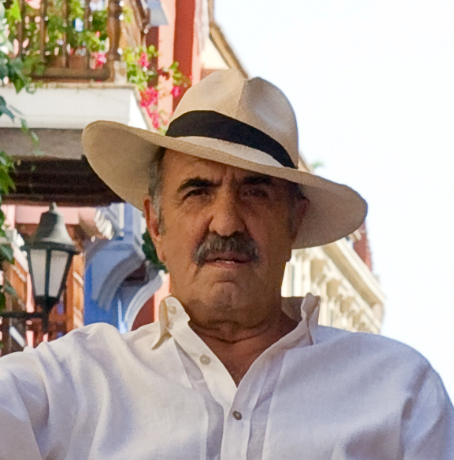
Salvatore Basile, 2009

Salvatore Basile (* 18. November 1940 in Foggia, Italien) ist ein kolumbianisch-italienischer Filmproduzent und Schauspieler.

## Leben
Er ist auch unter sein Künstlernamen Salvo Basile und Salvatore Sabina aktiv. Als Schauspieler war er seit 1966 in mehr als 40 Produktionen zu sehen. Erstmals 1987 war er als Co-ausführender Produzent aktiv, in den 1990er Jahren folgten drei weitere Filme, an deren Produktion er mitwirkte, 2009 ein weiterer.
Seine bekanntesten Rollen war die in den Bud-Spencer-und-Terence-Hill-Filmen. Er lebte viele Jahre in Kolumbien und spielte in südamerikanischen Filmen und Serien mit. Dabei nahm er auch die kolumbianische Staatsbürgerschaft an. Während seiner Karriere arbeitete er mit renommierten Schauspielern wie José Ferrer, Andy Garcia, Alan Arkin, Sophie Marceau und Christopher Lambert.

## Filmographie
- 1966: Luisa Sanfelice
- 1968: Gangster sterben zweimal
- 1968: Töten war ihr Job
- 1968: Spiel mir das Lied vom Tod
- 1968: Die große Treibjagd
- 1971: Todesmelodie
- 1974: Zwei Missionare
- 1975: Paco
- 1976: Hector, der Ritter ohne Furcht und Tadel
- 1978: Zwei sind nicht zu bremsen
- 1980: Nackt und zerfleischt
- 1980: Buddy haut den Lukas
- 1981: Eine Faust geht nach Westen
- 1981: Zwei Asse trumpfen auf
- 1982: Banana Joe
- 1982: Der Bomber
- 1987: Cobra Verde
- 1990–1991: Calamar
- 1993: Senora Isabel
- 1993: Die Strategie der Schnecke
- 1993: Café con aroma de mujer
- 1994: Águilas no cazan moscas
- 1995: Different Minds – Feindliche Brüder
- 1996: Ilona Ilega con la Iluvia
- 1996–1997: Nostromo – Der Schatz in den Bergen
- 1997: Prisioneros del amor
- 1998: ¡Ay cosita linda mamá!
- 1997–1998: La Mujer en ele espejo
- 2000–2002: Pobre Pablo
- 2003: Sofía dame tiempo
- 2004: Las noches de Luciana
- 2007: Die Liebe in den Zeiten der Cholera
- 2009: L’homme de chevet
- 2011: Primera Dama
- 2020: Love Motel